# 麥克林托克海峽
麥克林托克海峽是加拿大的海峽，位於北冰洋海域，由努納武特負責管轄，分隔維多利亞島和威爾斯親王島，長274公里、寬105至210公里，是北極群島最大的海峽之一。
72°00′N 102°00′W / 72.000°N 102.000°W